# Holothrix culveri
Holothrix culveri är en orkidéart som beskrevs av Harry Bolus. Holothrix culveri ingår i släktet Holothrix och familjen orkidéer. Inga underarter finns listade i Catalogue of Life.